# 南由布駅
南由布駅（みなみゆふえき）は、大分県由布市湯布院町中川にある、九州旅客鉄道（JR九州）久大本線の駅である。

## 歴史
- 1925年（大正14年）7月29日：鉄道省（国有鉄道）の駅として開業[2]。
- 1962年（昭和37年）10月1日：貨物の取り扱いを廃止[4]。
- 1971年（昭和46年）2月10日：荷物扱い廃止[4]。無人化[3]。
- 1987年（昭和62年）4月1日：国鉄分割民営化により九州旅客鉄道が継承[5]。
- 1992年（平成4年）7月15日：交換設備設置[6]。
- 1993年（平成5年）3月22日：駅舎改築[7][8][9]。

## 駅構造

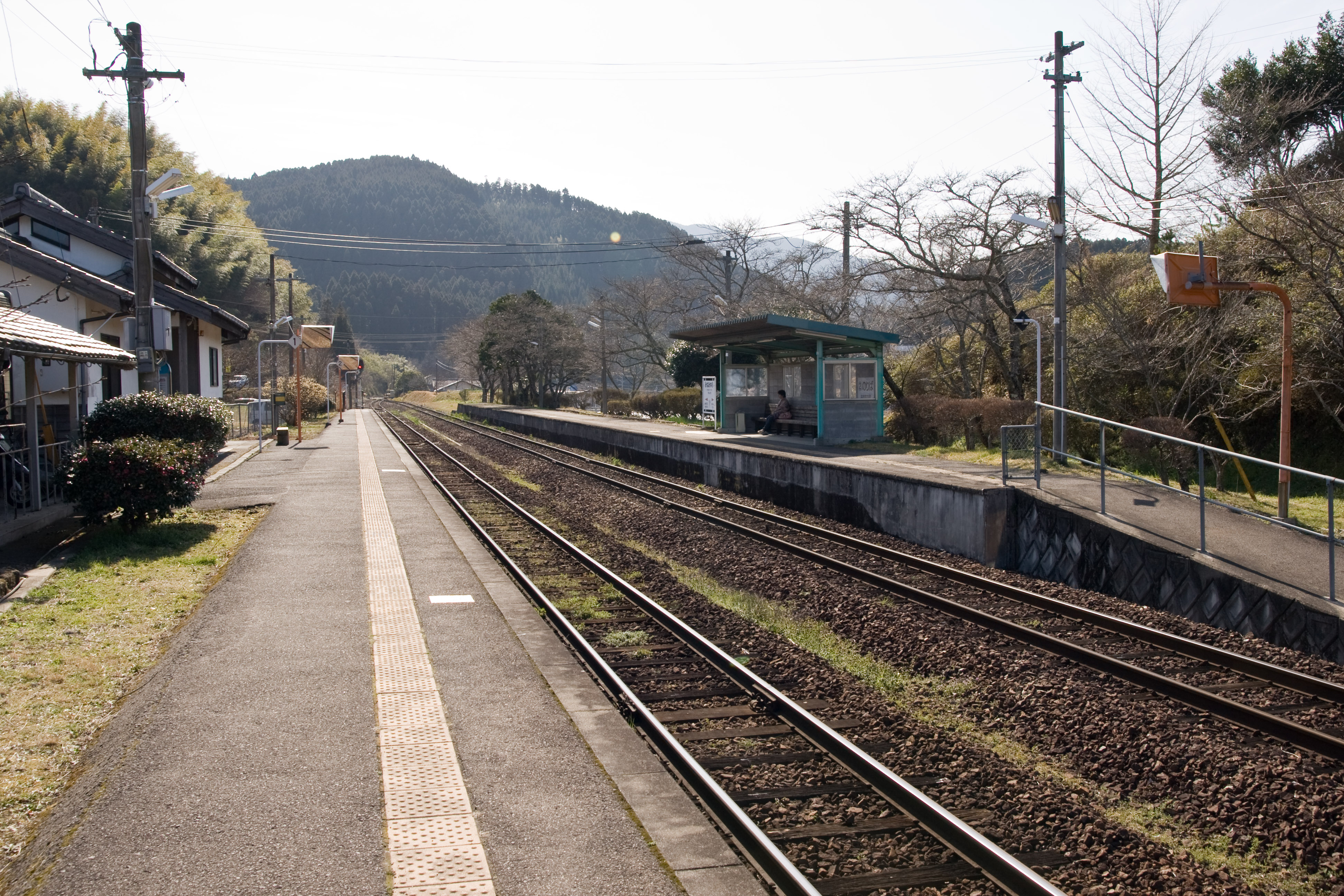
ホーム（2013年3月）

相対式ホーム2面2線を有する地上駅。ホーム同士は構内踏切で結ばれている。
1971年（昭和46年）2月10日から無人駅になった。駅舎は1993年に改築された木造平屋建ての純和風建築のものである。

### のりば
| のりば | 路線      | 方向 | 行先             |
| ------ | --------- | ---- | ---------------- |
| 1      | ■久大本線 | 下り | 大分方面         |
| 2      | ■久大本線 | 上り | 由布院・日田方面 |

## 利用状況
1965年（昭和40年）度には乗車人員が98,579人（定期外:24,728人、定期:73,851人）、降車人員が93,929人で、手荷物（発送:77個、到着:46個）や小荷物（発送:184個、到着:215個）も取り扱っていた。
2015年（平成27年）度の乗車人員は18,548人（定期外:7,601人、定期:10,947人）、降車人員は19,537人である。
※1日平均乗車人員の数値は各年度版「大分県統計年鑑」による年間乗車人員の値を各年度の日数で割った値。
| 年度               | 年間 乗車人員 | 定期外 乗車人員 | 定期 乗車人員 | 一日平均 乗車人員* | 年間 降車人員 | 出典                         |
| ------------------ | ------------- | --------------- | ------------- | ------------------ | ------------- | ---------------------------- |
| 1965年（昭和40年） | 98,579        | 24,728          | 73,851        | -                  | 93,929        | [ * 1 ]                      |
| -                  | -             | -               | -             | -                  | -             | -                            |
| 1990年（平成2年）  | 27,653        | 2,990           | 24,663        | -                  | 32,208        | [ * 3 ]                      |
| 1991年（平成3年）  | 32,071        | 7,833           | 24,238        | -                  | 33,856        | [ * 4 ]                      |
| 1992年（平成4年）  | 27,875        | 5,781           | 22,094        | -                  | 32,994        | [ * 5 ]                      |
| 1993年（平成5年）  | 22,420        | 4,221           | 18,199        | -                  | 27,309        | [ * 6 ]                      |
| 1994年（平成6年）  | 21,530        | 4,669           | 16,861        | -                  | 26,100        | [ * 7 ]                      |
| 1995年（平成7年）  | 19,637        | 4,022           | 15,615        | -                  | 23,373        | [ * 8 ]                      |
| 1996年（平成8年）  | 21,985        | 4,881           | 17,104        | -                  | 26,690        | [ * 9 ]                      |
| 1997年（平成9年）  | 24,017        | 6,489           | 17,528        | -                  | 27,436        | [ * 10 ]                     |
| 1998年（平成10年） | 25,299        | 6,399           | 18,900        | -                  | 30,347        | [ * 11 ]                     |
| 1999年（平成11年） | 20,173        | 5,233           | 14,940        | -                  | 25,042        | [ * 12 ]                     |
| 2000年（平成12年） | 20,125        | 3,244           | 16,881        | 55                 | 24,966        | [ * 13 ]                     |
| 2001年（平成13年） | 24,766        | 4,066           | 20,700        | 68                 | 28,301        | [ * 14 ]                     |
| 2002年（平成14年） | 29,069        | 6,833           | 22,236        | 80                 | 33,929        | [ * 15 ]                     |
| 2003年（平成15年） | 42,251        | 22,374          | 19,877        | 116                | 43,840        | [ * 16 ]                     |
| 2004年（平成16年） | 44,465        | 23,313          | 21,152        | 122                | 45,843        | [ * 17 ]                     |
| 2005年（平成17年） | 48,176        | 25,052          | 23,124        | 132                | 50,631        | [ * 18 ]                     |
| 2006年（平成18年） | 42,700        | 24,257          | 18,443        | 117                | 43,925        | [ * 19 ]                     |
| 2007年（平成19年） | 45,100        | 26,283          | 18,817        | 123                | 46,219        | [ * 20 ]                     |
| 2008年（平成20年） | 46,320        | 28,280          | 18,040        | 127                | 47,739        | [ * 21 ]                     |
| 2009年（平成21年） | 48,221        | 28,868          | 19,353        | 132                | 48,479        | [ * 22 ] [ 注釈 1 ]          |
| 2010年（平成22年） | 24,943        | 8,040           | 16,903        | 68                 | 25,949        | [ * 23 ] [ 注釈 1 ]          |
| 2011年（平成23年） | 24,343        | 6,620           | 17,723        | 67                 | 26,567        | [ * 24 ] [ 注釈 1 ]          |
| 2012年（平成24年） | 23,732        | 6,747           | 16,985        | 65                 | 24,987        | [ * 25 ] [ 注釈 1 ]          |
| 2013年（平成25年） | 23,451        | 6,970           | 16,481        | 64                 | 23,779        | [ * 26 ] [ 注釈 1 ]          |
| 2014年（平成26年） | 20,014        | 7,067           | 12,947        | 55                 | 21,090        | [ * 27 ] [ * 28 ] [ 注釈 1 ] |
| 2015年（平成27年） | 18,548        | 7,601           | 10,947        | 51                 | 19,537        | [ * 2 ] [ * 29 ] [ 注釈 1 ]  |

- * 一日平均乗車人員は年間乗車人員の値を各年度の日数で割った値。

## 駅周辺
- 湯布院ハーベストファーム
- 南由布郵便局
- 国道210号
- 大分県道・熊本県道11号別府一の宮線

## 隣の駅
九州旅客鉄道（JR九州）
■久大本線
由布院駅 - 南由布駅 - 湯平駅